# Anchorina sagittata
Anchorina sagittata is een soort in de taxonomische indeling van de Myzozoa, een stam van microscopische parasitaire dieren. Het organisme komt uit het geslacht Anchorina en behoort tot de familie Lecudinidae. Anchorina sagittata werd in 1899 ontdekt door Labbe.